# João de Magalhães
João de Magalhães (São João, Braga, 1694 – Viamão, 13 de janeiro de 1771) foi um explorador português, descobridor dos campos do Rio Grande do Sul.
Casou com Ana de Brito, filha de Francisco de Brito Peixoto.
Em 1725 comandou um grupo de pessoas que partiu de Laguna, segundo ordem do governador do Rio de Janeiro Francisco Xavier de Távora, a fim de povoar o atual estado do Rio Grande do Sul. Os serviços prestados por João de Magalhães à coroa portuguesa valeram a seu sogro a patente de "capitão-mor das terras de Laguna e o seu distrito com a ilha de Santa Catarina sua anexa e do Rio Grande de São Pedro, por tempo de três anos", em 1 de Fevereiro de 1721.